# Maladzetsjna
Maladzetsjna (Wit-Russisch: Маладзечна, Russisch: Молодечно, Molodetsjno) is een Wit-Russische stad in de oblast Minsk.
De stad heeft ongeveer 95.000 inwoners en ligt 70 kilometer ten noordwesten van Minsk. Maladzetsjna ligt aan de rivier de Oesja en werd voor het eerst genoemd in 1388 als onderdeel van het groothertogdom Litouwen. Tijdens de Koude Oorlog was er een luchtmachtbasis nabij de stad gelegen. FK Maladzetsjna (ook: FK Molodetsjno) is de lokale voetbalclub.

## Geschiedenis
De versterking op de rechteroever van de Oesja werd voor het eerst genoemd in 1388, hoewel deze misschien daarvoor al werd gevestigd. Rechthoekig graafwerk met stenen muren van 3,5 meter hoog en tot 11 meter breed vormden de basis van toekomstige forten en kazernes op die plaats. De stad zelf werd voor het eerst een jaar later genoemd in een document van Kaributas, prins van Novgorod Siverski in Oekraïne.
In 1501 werd de plaats door koning Sigismund I van Polen aan een zekere Michael uit Mstislav geschonken, onder voorwaarde dat hij voor een veilige oversteekplaats voor de bewoners zou zorgen.
Na de dood van Michael, die geen erfgenamen had, kwam de stad in 1567 in handen van prins Nastasi Zbaraski, Vojvode van Trakai. In 1568 vond een veldslag plaats in de nabijheid van het kasteel, waarbij een 40.000 man sterk leger van het Pools-Litouwse Gemenebest de strijdkrachten van het Grootvorstendom Moskou versloegen. In 1617 werd de plaats gekocht door de Groothertog van Litouwen. Het dorp had toen ongeveer 1000 inwoners. In augustus 1631 werd het weer doorverkocht aan Stanisław Siemiott, hertog van Samogitië. Na een conflict over zijn testament tussen zijn zoons en Aleksander Gosievski, de Voivod van Smolensk, werd de plaats eigendom van de familie Gosievski. Daarna werden de fortificaties uitgebreid en versterkt door de toevoeging van enkele bastions. Rond die tijd begon men Maladziečna een stad te noemen, hoewel het geen stadsrechten kreeg. Het diende wel als handelscentrum voor omliggende dorpen en verkreeg inkomsten uit vervoer van goederen dat tussen Litouwen en Polen. In 1708 was het kasteel een van de hoofdkwartieren van het Zweedse leger van koning Karel XII van Zweden, een slag tussen Zweedse en Russische troepen leidde tot een gedeeltelijke vernietiging ervan.

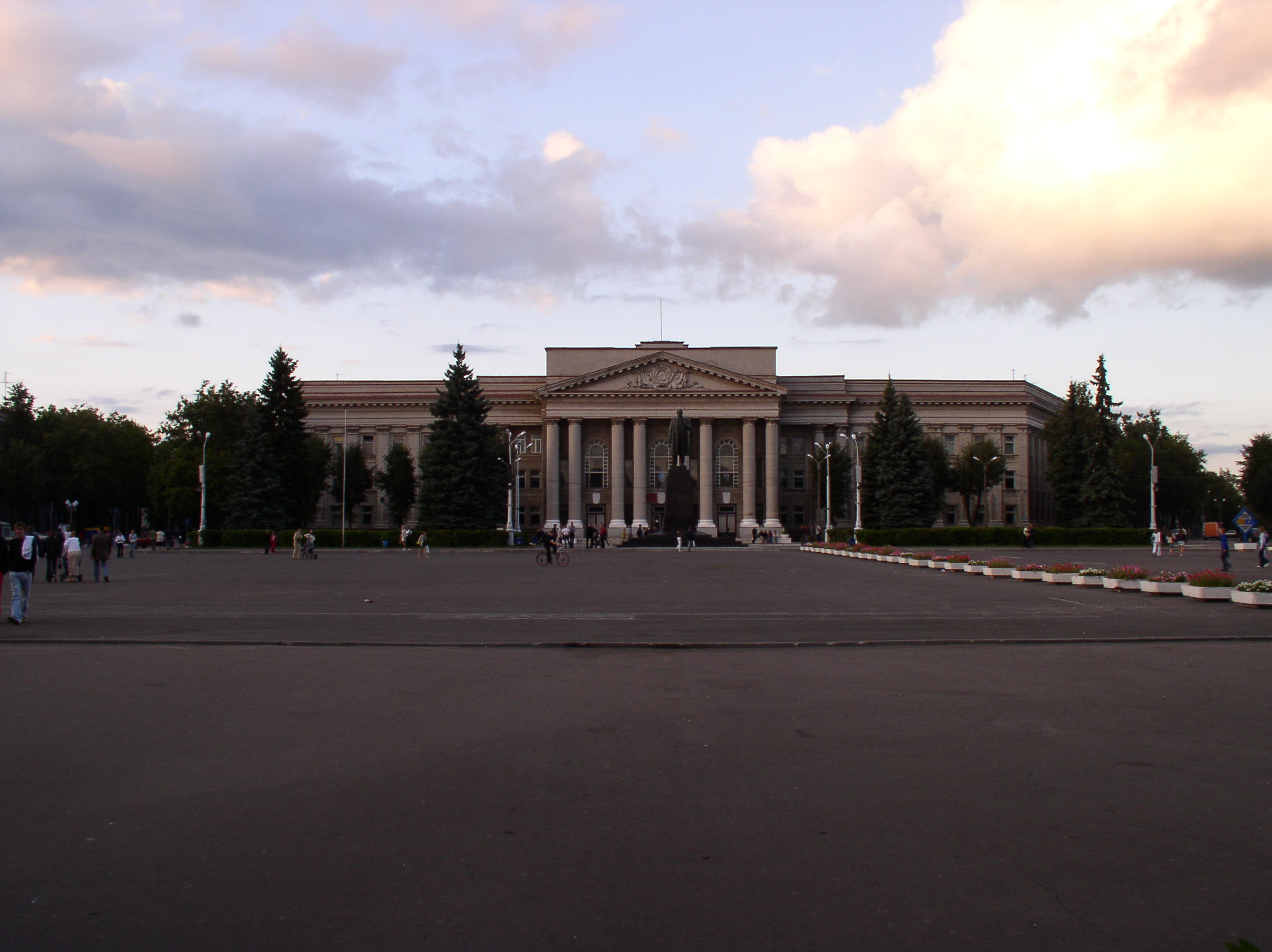
Stadhuis met Leninmonument

Op 18 september 1711 verkocht bisschop Bogusław Gosiewski de stad aan de machtige familie Ogiński. Zij maakten er een van hun belangrijkste centra van. Ze lieten er een paleis en een kerk bouwen en verzochten koning Sigismund II August van Polen om stadsrechten. Hoewel ze die niet kregen, mochten ze wel twee beurzen per jaar organiseren en tweemaal per week een markt. In het midden van de 18e eeuw richtten de Ogiński's er ook een klooster op.
Na de Poolse delingen werd het gebied in 1793 in bezit genomen door het Keizerrijk Rusland. Het paleis werd verlaten en ook het kasteel werd verwaarloosd. Begin november 1812 gaf Napoleon Bonaparte hier zijn laatste orders aan zijn maarschalken, waarna hij naar Vilnius ging. Op 21 november kwam de in Polen geboren Russische generaal Jefim Tsjaplits bij het Franse kamp en versloeg de Franse strijdkrachten. Bij die gevechten werden stad, klooster en kasteel geheel verwoest, zodat daarna tot in het midden van de 19e eeuw de plaats maar 500 inwoners had.
Pas in het tweede deel van de 19e eeuw kwam de stad er langzaam bovenop. In 1864 werd een Russischtalige school geopend en in 1871 een Russisch Orthodoxe kerk. In 1873 kreeg het aansluiting op de spoorweg van Minsk naar Vilnius, wat de hele regio ten goede kwam. Aan het begin van de 20e eeuw werd nog een spoorlijn geopend, van Sint Petersburg en Polotsk naar Lida en Siedlce. De stad werd een spoorwegknooppunt en trok nieuwe bewoners aan waaronder veel Joden. Aan het begin van de Eerste Wereldoorlog telde de stad meer dan 2000 inwoners.
Tussen februari en december 1918 was de stad bezet door de Duitsers, werd daarna veroverd door de bolsjewieken in de Russische Burgeroorlog. Op 4 juli 1919 werd de stad ingenomen door Poolse legers, die onder generaal Stanisław Szeptycki op weg waren naar Minsk. Tijdens de Pools-Russische oorlog kwam de stad tussen juli en oktober 1920 weer in handen van de Russen. Bij de Vrede van Riga (1920) werd Maladzetsjna aan Polen toebedeeld. Omdat de Pools-Russische grens nu 30 km naar het oosten lag, was de plaats, nu met de naam Mołodeczno, van zijn economische achterland afgesneden. Om de kans op achteruitgang tegen te gaan, kreeg het binnen de Vojvode Wilno (1926–1939) een aparte status en bovendien stadsrechten.
Als gevolg van de Invasie van Polen en het Molotov-Ribbentroppact, werd de stad op 17 september 1939 door het Rode Leger bezet en geannexeerd door de Wit-Russische SSR, waar het deel werd van de oblast Vilejka. De NKVD nam de plaatselijke school voor onderwijzers in beslag en zette er een concentratiekamp op. Na de Duitse invasie van de Sovjet-Unie werd het kamp op 25 juni 1941 bevrijd; de meeste Joodse inwoners werden door hen echter naar concentratiekampen in bezet Europa afgevoerd. Bovendien werd in Maladzetsjna door de Wehrmacht het beruchte Stalag 342 voor Sovjet-krijgsgevangenen opgezet, waar ten minste 30.000 mensen werden gedood. Op 5 juli 1944 werd de stad door het Rode Leger bezet en opnieuw bij de Sovjet-Unie gevoegd. Omdat Vilejka tijdens de oorlog zwaar beschadigd was geraakt, werd Maladzetsjna het nieuwe bestuurlijke centrum. De oblast Maladzetsjna  werd in 1960 opgeheven en de stad werdonderdeel van de oblast Minsk.

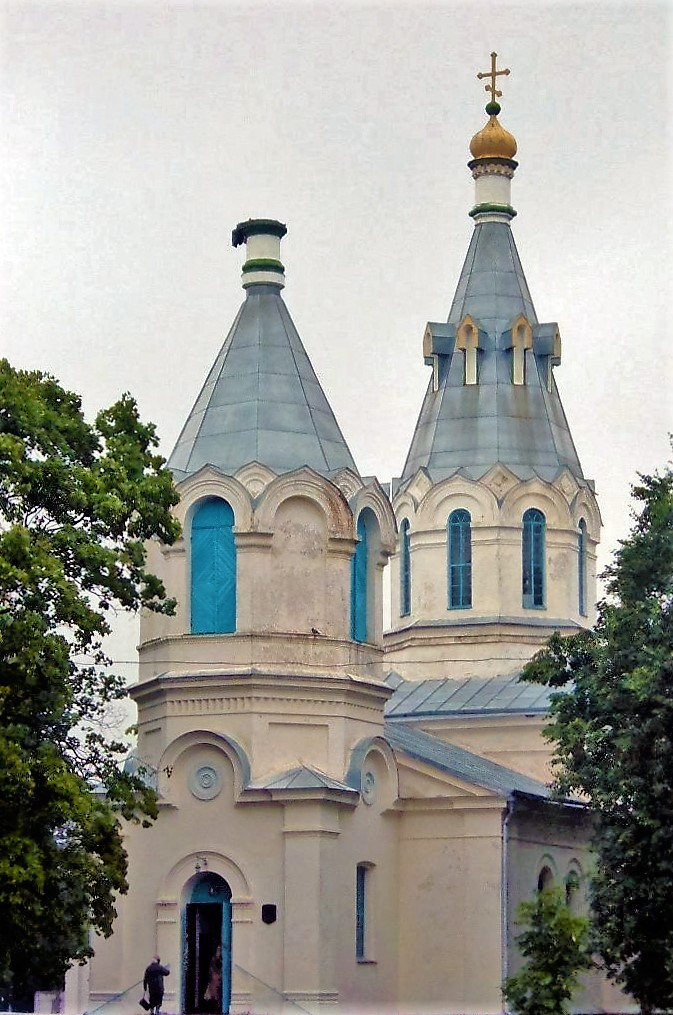
Orthodoxe kerk van de Heilige maagd

## Economie
In de stad bevinden zich ondernemingen op het gebied van machinebouw en levensmiddelenindustrie. Daarnaast zijn er bedrijven op het gebied van metaalbewerking, bouwmaterialen, meubelproductie, productie van parfums en keramiek.

##### Verkeer en vervoer
De regionale weg R 28 verbindt Maladzetsjna met de hoofdstad Minsk. De R56 en R106 geven verbinding met grote steden als Smarhon en Valosjin. Ook is er een wegverbinding naar Vilnius.
Maladzetsjna is al vanaf begin 20e eeuw een spoorwegknooppunt. In 1907 werd het nog altijd aanwezige stationsgebouw in Jugendstil gebouwd. Goederentreinen rijden naar Minsk, Vilnius, Lida en Polazk. Personentreinen hebben een directe verbinding met Moskou, St. Petersburg, Riga, Kaliningrad, Hrodna, Vitebsk en andere steden.

## Geboren in
- Jan Czepułkowski (1930–2016), Pools gewichtheffer
- Vasili Kaptsjoech (* 1967), Discuswerper
- Juri Kasaboetski (* 1970), RK-bisschop van Minsk-Mahiljou